# IC 4129
IC 4129 је елиптична галаксија у сазвјежђу Береникина коса која се налази на листи објеката дубоког неба у Индекс каталогу.
Деклинација објекта је + 18° 52' 36" а ректасцензија 13h 3m 43,9s. Привидна величина (магнитуда) објекта IC 4129 износи 15,2 а фотографска магнитуда 16,2.